# Tetraria capillaris
Tetraria capillaris là loài thực vật có hoa trong họ Cói. Loài này được (F.Muell.) J.M.Black miêu tả khoa học đầu tiên năm 1934.